# هیداکی هاگینو
هیداکی هاگینو (انگلیسی: Hideaki Hagino؛ زادهٔ ۲۰ ژانویهٔ ۱۹۷۳) بازیکن فوتبال اهل ژاپن است.
از باشگاه‌هایی که در آن بازی کرده‌است می‌توان به باشگاه فوتبال سانفریس هیروشیما اشاره کرد.